# Francisco Weffort
Francisco Correia Weffort GCM • GCIH • GOMM (Quatá, 17 de maio de 1937 – Rio de Janeiro, 1 de agosto de 2021) foi um professor, acadêmico, cientista político e escritor brasileiro. Foi ministro da Cultura durante o governo Fernando Henrique Cardoso.

## Biografia

### Primeiros anos
Nasceu no atual município de Quatá, em São Paulo em 1937, numa família composta por imigrantes italianos e nordestinos. Em 1968 obtém o doutorado em Ciência política pela Universidade de São Paulo, com a tese Populismo e Classes Sociais e livre-docência em 1977 e o título da tese foi Sindicatos e Política.

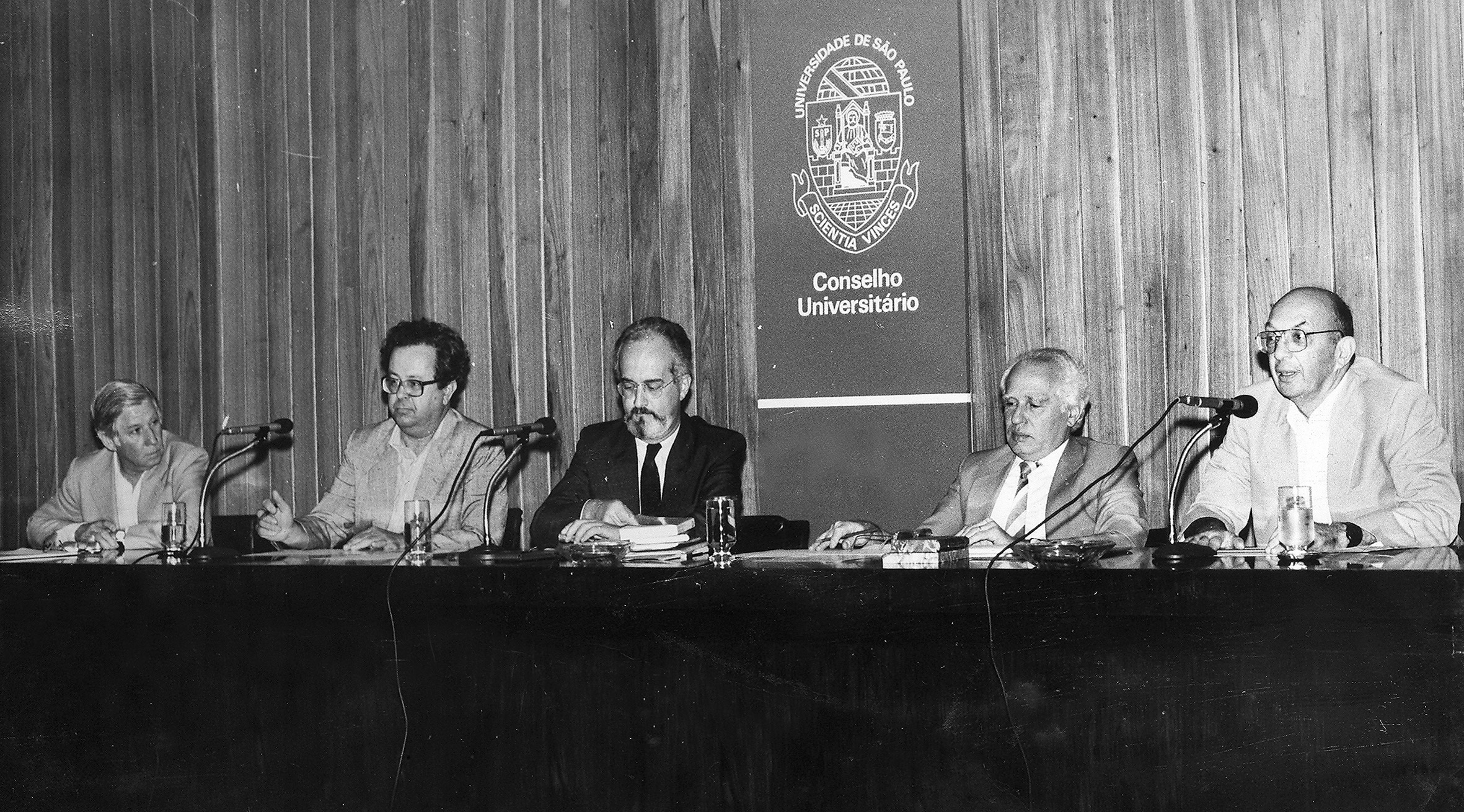
Evento na USP em 1987

### Carreira política
Foi membro do Partido dos Trabalhadores, tendo exercido, na condição de um de seus principais dirigentes, as funções de diretor executivo da Fundação Wilson Pinheiro - fundação de apoio partidária instituída pelo PT em 1981, antecessora da Fundação Perseu Abramo; e também de Secretário Geral do partido nos anos de 1984 a 1988.
No contexto de eleição de Fernando Henrique Cardoso à Presidência da República em 1994, deixa o PT assumindo o cargo de Ministro da Cultura entre 1995 e 2002.
Em seu primeiro ano como ministro, Weffort foi admitido por FHC à Ordem do Mérito Militar no grau de Grande-Oficial especial. Em 1997, foi admitido pelo presidente Jorge Sampaio de Portugal à Ordem do Infante D. Henrique no grau de Grã-Cruz e em 2000 ao mesmo grau da Ordem do Mérito.

### Morte
Weffort morreu no dia 2 de agosto de 2021 na cidade de Petrópolis durante um procedimento cardiovascular. Ele tinha 84 anos, deixou sua esposa Helena Severo, e sete filhos.

## Produção literária

### Artigos completos publicados em periódicos
- As escritas de deus e as profanas: notas para uma história das idéias no Brasil. Revista Brasileira de Ciências Sociais, v. 2, p. 5-25, 2005.
- What is a new democracy? International Social Science Journal, v. 136, p. 155-175, 1993. (em inglês)
- The future of socialism. Journal of Democracy, v. 3, p. 90-100, 1991. (em inglês)
- A América errada. Lua Nova. Revista de Cultura e Política, v. 1, p. 7-32, 1990.

### Livros publicados/organizados ou edições
- Espada, cobiça e fé: As origens do Brasil. RIO DE JANEIRO: CIVILIZAÇÃO BRASILEIRA, 2012.
- Formação do pensamento político brasileiro. SÃO PAULO: EDITORA ATICA, 2006.
- A cultura e as revoluções da modernização. RIO DE JANEIRO: EDIÇÕES FUNDO NACIONAL DE CULTURA, 2000.
- (Org.) Um olhar sobre a cultura brasileira. 1998.
- Qual democracia? SÃO PAULO: CIA. EDITORA DAS LETRAS, 1992.
- (Org.) Os clássicos da política. SÃO PAULO: EDITORA ÁTICA, 1989.
- Por que democracia?. SÃO PAULO: EDITORA ÁTICA, 1984.
- O populismo na política brasileira. 1978.
- Populismo y marginalidad en America Latina. SAN JOSE, COSTA RICA: EDUCA, 1974. (em espanhol)
- Participação e conflito industrial - Osasco e Contagem - 1968. SÃO PAULO: CEBRAP, 1972.
- (Org.) America Latina - ensayos de interpretación sociologico-política. 1970. (em espanhol)
- Clases populares y desarrollo social. 1968. (em espanhol)